# Protitame
Protitame là một chi bướm đêm thuộc họ Geometridae.